# 王文锦 (1908年)
王文锦（1908年—1930年10月），又名王新民，湖北宜城上王集人，中国工农红军将领。

## 生平
商人家庭出身。少时就读于本地私塾，后考入襄阳鸿文中学。1926年9月，加入中国共产党，并与王全芝等人创建了襄南第一个党组织——王集党小组。1927年3月成立王集党支部，任书记。四·一二事变后，襄南形势恶化，王集党支部领导成员及骨干党员就地隐蔽或转移，王文锦到襄阳后投入高树勋部学兵营。1927年冬，回到王集。1928年1月，中共王集特支成立，他担任委员。2月，经持支研究，他打入王集民团。1928年5月，县委军事委员李自修到王集，指示特支以团防武装为基础，组织武装暴动。经王文锦及特支成员努力，基本上控制了王集团防武装。
1930年5月，鄂北特委向王集特支作了关于组织鄂北暴动的指示。6月下旬，又派人与王集特支确定了配合鄂北总队攻打胡家营的具体计划，他负责到胡家营侦察敌情。6月22日，鄂北总队及王集特支掌握的武装，贫苦农民共数千人攻打胡家营，并获成功。8月上旬，红二十六师（原鄂北总队）顺利开辟了襄枣宜苏区。下旬，顺利解决李街扇子会等部队，宣布王集地区武装暴动胜利成功。当天成立襄南二区革命委员会，王文锦任军事科长兼区赤卫队大队长。9月初，中共襄南二区委成立，他当选为区委常委，参与领导了王集地区九个乡苏维埃政府的筹建工作。10月底，在攻打宜城流水沟时阵亡。